# Вам и не снилось…
«Вам и не снилось…» — советский художественный фильм режиссёра Ильи Фрэза, экранизация одноимённой повести Галины Щербаковой (до печати в журнале «Юность» — «Роман и Юлька»).
Премьера в СССР состоялась 23 марта 1981 года. По итогам проката 1981 года картина заняла 12-е место — её посмотрели более 26 млн зрителей. Лучший фильм 1981 года по опросу журнала «Советский экран». В США премьера прошла в Нью-Йорке 5 марта 1982 года под названием «Love & Lies».

## Сюжет
Старшеклассница Катя Шевченко (Татьяна Аксюта) переезжает в новый дом и в новой школе знакомится с одноклассником Романом Лавочкиным (Никита Михайловский). Постепенно Катя и Рома влюбляются друг в друга, и все относятся к этому по-разному: одноклассники по-доброму подшучивают, некоторые не верят в их чувства, а другие — например, классная руководительница Татьяна Николаевна (Елена Соловей) — относятся к этому положительно и считают, что ребятам не следует мешать. Мать Кати Людмила (Ирина Мирошниченко) в юности была возлюбленной отца Ромы, Константина (Альберт Филозов), но отвергла его. Мать Ромы, Вера (Лидия Федосеева-Шукшина), знает об этом и поэтому ревнует мужа к матери Кати и из-за этого ненавидит её, а заодно и её дочь. Она стремится всеми силами разлучить влюблённых — переводит Рому в другую школу, мешает им встречаться, но любовь Ромы и Кати от этого не прекращается и даже становится сильней и крепче, ведь юные влюблённые не представляют себе жизни друг без друга.
Тогда Вера вынуждает Рому на долгое время уехать из Москвы в Ленинград, чтобы ухаживать за якобы больной бабушкой (Татьяна Пельтцер), которая, в свою очередь, пресекает все попытки Кати связаться с Ромой. Рома, который не может понять, почему Катя не отвечает на его письма (почтальонша (Любовь Соколова) передаёт их бабушке Романа, и та избавляется от них), звонит Татьяне Николаевне, но та по ошибке принимает его за Михаила (Леонид Филатов) — своего возлюбленного, с которым она в ссоре, и велит ему сюда никогда больше не звонить. Ей становится известно об обмане Веры, и она сообщает правду Людмиле и её мужу Владимиру (Евгений Герасимов). Катя, тяжело переживающая разлуку с Ромой, решает поехать в Ленинград и выяснить всё сама. Мучаясь от неизвестности, Рома случайно слышит телефонный разговор бабушки с матерью и узнаёт, что болезнь бабушки выдумана для того, чтобы разлучить их с Катей.
Шокированный предательством близких, Рома запирается в своей комнате, а бабушка пытается достучаться до него и всё объяснить. Рома видит из окна, как во двор входит Катя, приехавшая в Ленинград. Он хочет выйти из комнаты, но бабушка не пускает его, пытаясь удержать от Кати и её «порочной» семьи. Роман раскрывает окно, зовёт Катю, но поскальзывается на подоконнике и, сломав раму, падает вниз. Его падение смягчает сугроб. Катя подбегает к нему и пытается помочь подняться, но в конечном итоге они вместе падают обратно на снег, Рома сломал от падения ногу.

## В ролях
| Актёр                   | Роль                                                                      |
| ----------------------- | ------------------------------------------------------------------------- |
| Татьяна Аксюта          | Катя Шевченко                                                             |
| Никита Михайловский     | Рома Лавочкин (озвучивает Александр Соловьёв)                             |
| Елена Соловей           | учительница литературы, классный руководитель Татьяна Николаевна Кольцова |
| Ирина Мирошниченко      | мать Кати Людмила Сергеевна                                               |
| Лидия Федосеева-Шукшина | мать Ромы Вера Васильевна Лавочкина                                       |
| Альберт Филозов         | отец Ромы Константин Лавочкин                                             |
| Татьяна Пельтцер        | бабушка Ромы                                                              |
| Руфина Нифонтова        | мать Татьяны Николаевны                                                   |
| Евгений Герасимов       | отчим Кати дядя Володя                                                    |
| Леонид Филатов          | любовник Татьяны Николаевны Михаил Славин                                 |
| Вадим Курков            | одноклассник Ромы Сашка Рамазанов                                         |
| Екатерина Васильева     | одноклассница Ромы Алёна Старцева                                         |
| Нина Мазаева            | директор школы Мария Алексеевна                                           |
| Любовь Соколова         | почтальон Лиза                                                            |
| Наталья Мартинсон       | подруга Татьяны Николаевны, актриса Элла                                  |
| Любовь Майкова          | лаборантка                                                                |
| Александр Карин         | учитель физкультуры                                                       |
| Валентин Голубенко      | перевозчик мебели                                                         |
| Елена Майорова          | соседка Кати Зоя                                                          |
| Владимир Приходько      | таксист (озвучивает Юрий Саранцев)                                        |
| Дмитрий Полонский       | одноклассник Ромы в шляпе                                                 |

## История создания

### От повести к фильму
До повести «Роман и Юлька» Галина Щербакова написала несколько серьёзных вещей, которые никто не хотел печатать, и тогда она решила написать лёгкую любовную историю, потому что ей показалось, что это наверняка будет беспроигрышная тема. Идею подкинул её сын. Однажды Щербакова уехала с мужем на отдых, а когда вернулась, то узнала от своей знакомой, что её сын-десятиклассник полез по водосточной трубе к своей возлюбленной на шестой этаж. Оставив у неё тайное послание на балконе, он стал спускаться по этой же трубе вниз, и на середине пути она развалилась, но всё обошлось без серьёзных травм. Именно этот случай и создал у Щербаковой образ: парень, падающий с большой высоты из-за любви. Очень быстро она написала повесть «Роман и Юлька» и отнесла её в редакцию журнала «Юность». Когда прошло несколько месяцев, а повесть всё не печатали, Щербакова запечатала повесть в конверт от журнала «Америка» и отправила её на Студию имени Горького Сергею Герасимову. Через три дня Щербаковой позвонила жена Герасимова Тамара Макарова и сказала, что ей повесть очень понравилась, и она сделает всё возможное, чтобы фильм по ней был снят. А спустя ещё два дня Щербакова уже разговаривала с Ильёй Фрэзом.
Перед началом съёмок Щербакова не выдержала и пошла к редактору «Юности» Борису Полевому, который сказал ей, что не может отправить повесть в печать, потому что у неё, по его мнению, очень мрачный финал. Узнав, что дело только в этом, Галина взяла с его стола рукопись, вышла из кабинета и тут же переписала последние несколько предложений. Если в изначальном варианте давалось чёткое понятие, что Роман умирает (в последнем предложении говорилось, что Юлька роняет голову Роману на грудь), то теперь вышел неоднозначный конец, который можно было трактовать по-разному (Роман либо умирает, либо теряет сознание). Спустя два месяца (осенью 1979 года), уже в разгар подготовки съёмочного процесса, повесть была напечатана в журнале под редакторским названием «Вам и не снилось».

### Подбор актёров
Галина Щербакова не участвовала в подборе, но Фрэз показывал ей все пробы, которые она потом очень долгое время хранила у себя. Лидия Федосеева-Шукшина сразу дала своё согласие на съёмки. Очень долго искали исполнителей на роли Романа и матери Кати. На роль Романа отсмотрели тысячи молодых актёров со всей страны, и только в самом конце проб, когда уже утвердили Татьяну Аксюту, кто-то сообщил Фрэзу, что в Ленинграде есть Никита Михайловский, который, вполне возможно, очень даже подойдёт. Михайловский на тот момент не имел никакого актёрского образования и опыта, кроме нескольких второплановых и эпизодических ролей в кино и единственной главной роли в фильме «Дети как дети». Но на пробах он покорил всех своей естественностью, и его тут же утвердили. Татьяна Аксюта была более опытной актрисой, она к тому времени уже окончила театральный вуз.
На роль матери Кати пробовалось множество известных актрис, в том числе для проб из Киева приезжала Ада Роговцева, но режиссёр всем говорил «нет», потому что заранее утвердил на эту роль Ирину Мирошниченко, которая тогда попала в аварию и поэтому носила фиксирующий воротник на шее, и Фрэз ждал, пока она поправится.

### Съёмочный процесс
Фильм снимался не в хронологическом порядке и почти с самого конца, поэтому актёры не всегда понимали то, что говорили по сюжету.
«Этот фильм я и люблю, и ненавижу, — призналась автор повести Галина Щербакова, — но мне до́роги месяцы воспоминаний о съёмочном процессе. Татьяне Аксюте, которая снималась в роли Кати, было 23 года, она только что окончила ГИТИС. А Никита Михайловский ещё учился в школе. Но как этот парень играл! Мы рыдали — он был совершенством! Казалось, что 16-летний неженатый молодой человек знает о любви больше, чем его замужняя партнёрша. Он не актёрствовал, он просто жил в кадре, пропуская через себя все эмоции своего героя, буквально перерождаясь в него».
Михайловский, хоть и имел за плечами некоторый актёрский опыт, по воспоминаниям, не мог правильно отыграть сцену с первых дублей и «раскочегаривался» только к шестому дублю, в то время как Аксюта, привыкшая играть на сцене, изображала нужные эмоции почти с первого раза и к шестому дублю уже начинала сдавать. В результате, по словам Щербаковой, почти все сцены фильма состоят из серединных дублей.
В сцене в парке Катя носит на голове венок из листьев. Венок не был запланирован по сценарию, но до начала съёмки сцены, пока устанавливали камеры, Татьяна Аксюта от нечего делать сплела этот венок, который всем понравился.

### Места съёмок
Многие сцены фильма снимались на юго-западе Москвы, в окрестностях метро «Юго-Западная» и «Ясенево». Новая квартира, куда переезжает семья Кати, находится в 16-этажном доме № 21 по Енисейской улице возле станции метро «Бабушкинская». Семья Ромы проживает рядом, в длинном 12-этажном доме № 25 по той же улице. Оба дома построены незадолго до съёмок, в 1979 году.

Одно из мест съёмок фильма «Вам и не снилось…» — Москва, улица Енисейская, дом 25.  Фотографии 2016 года.
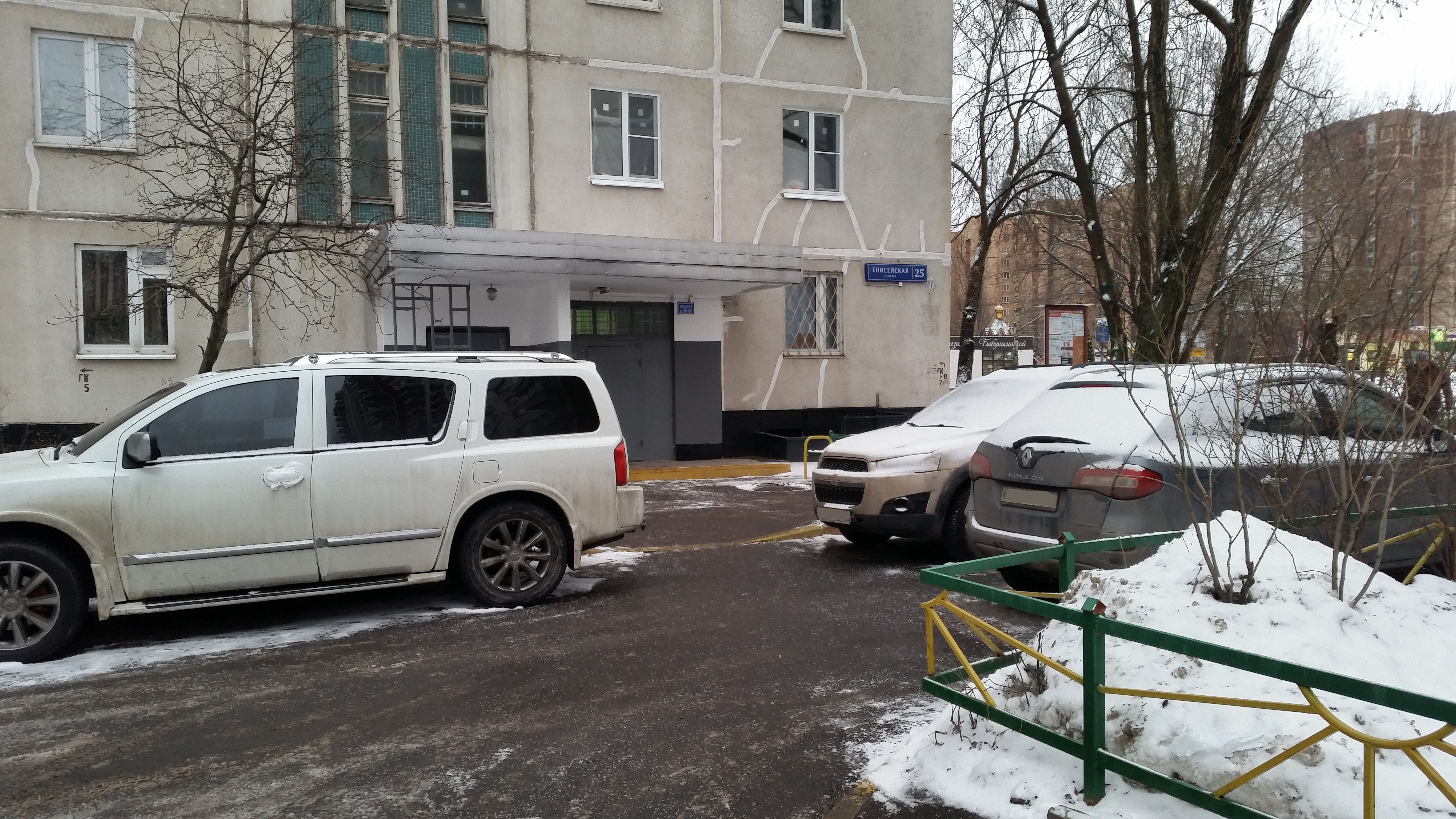
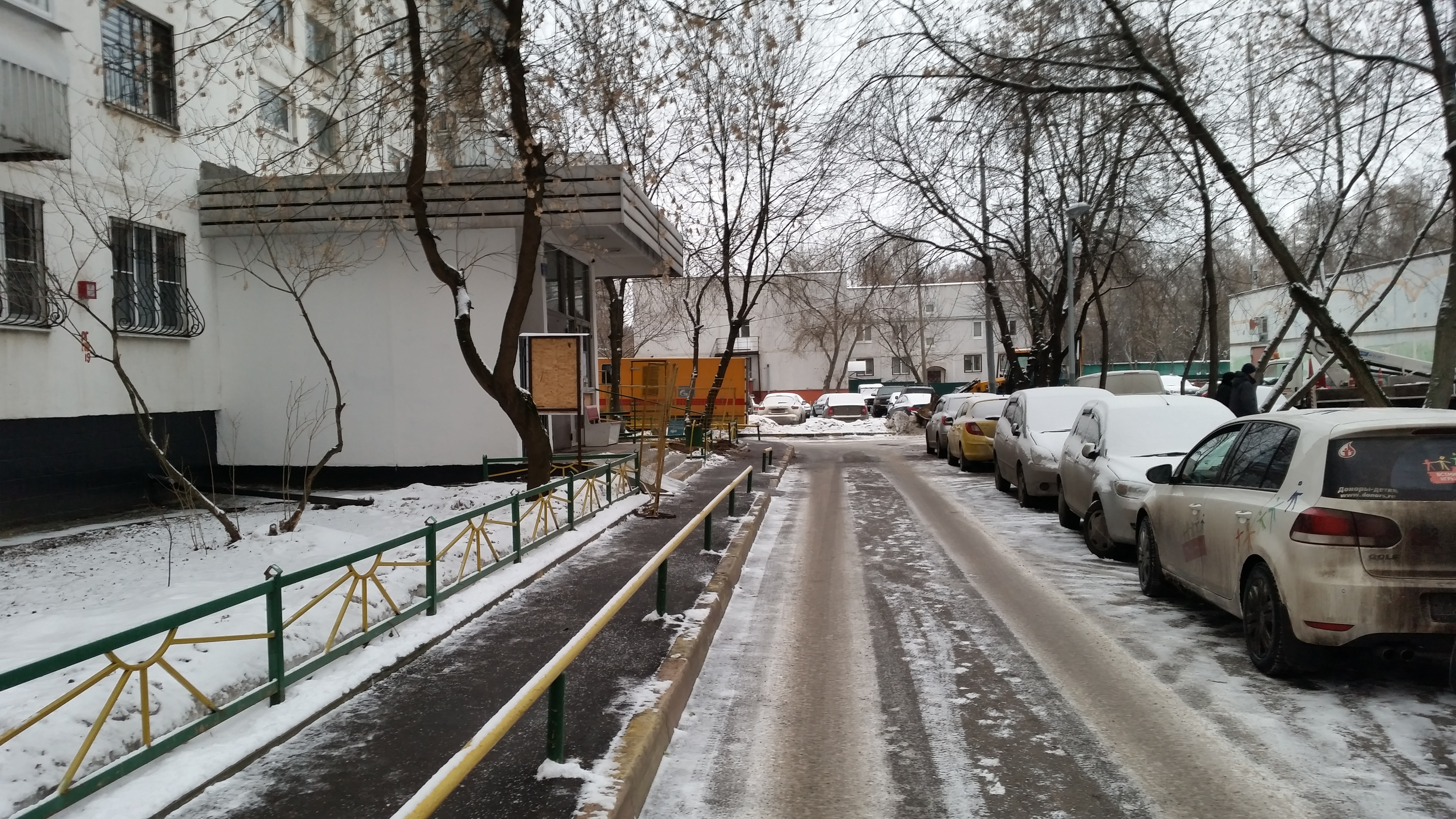
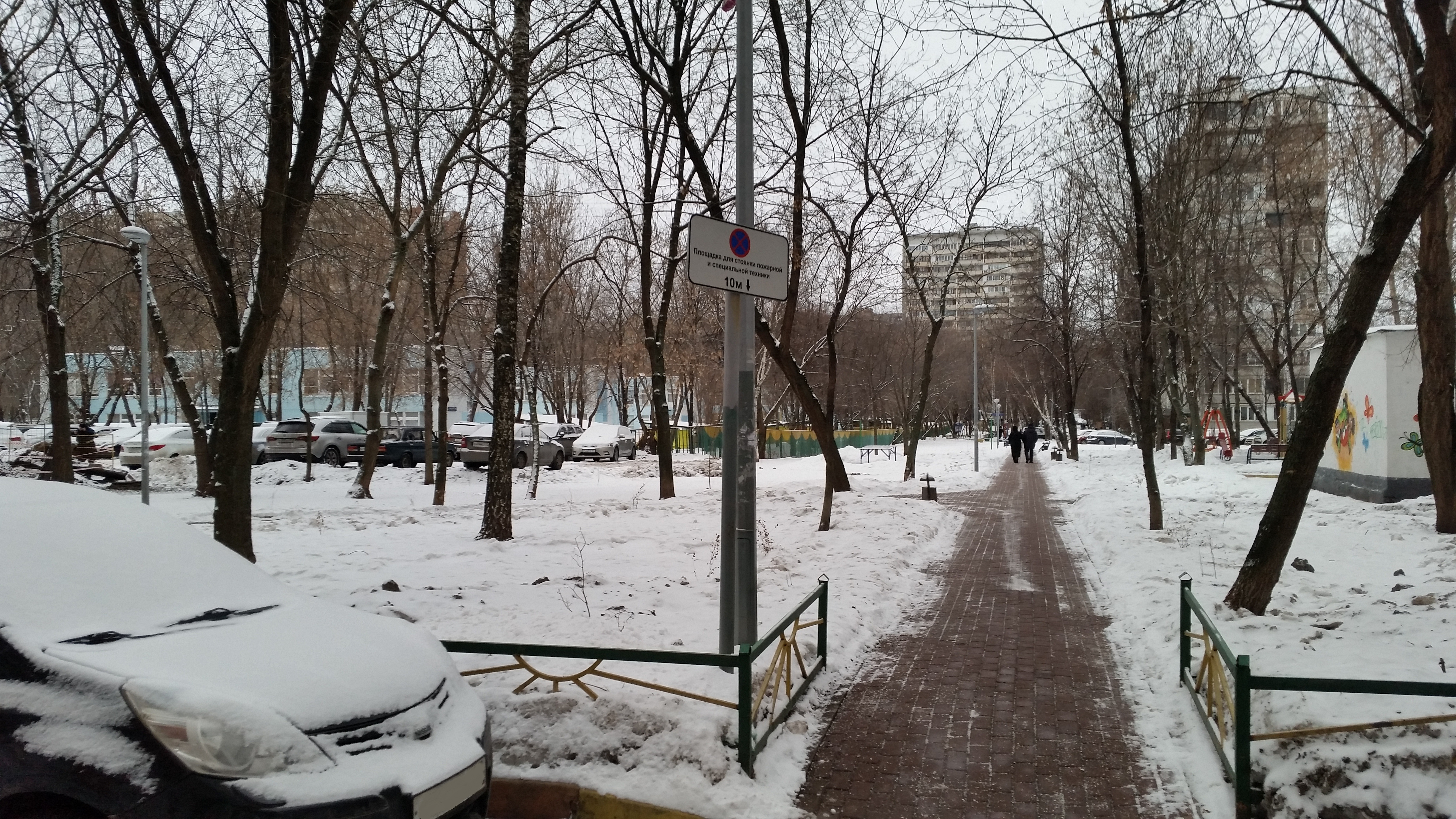
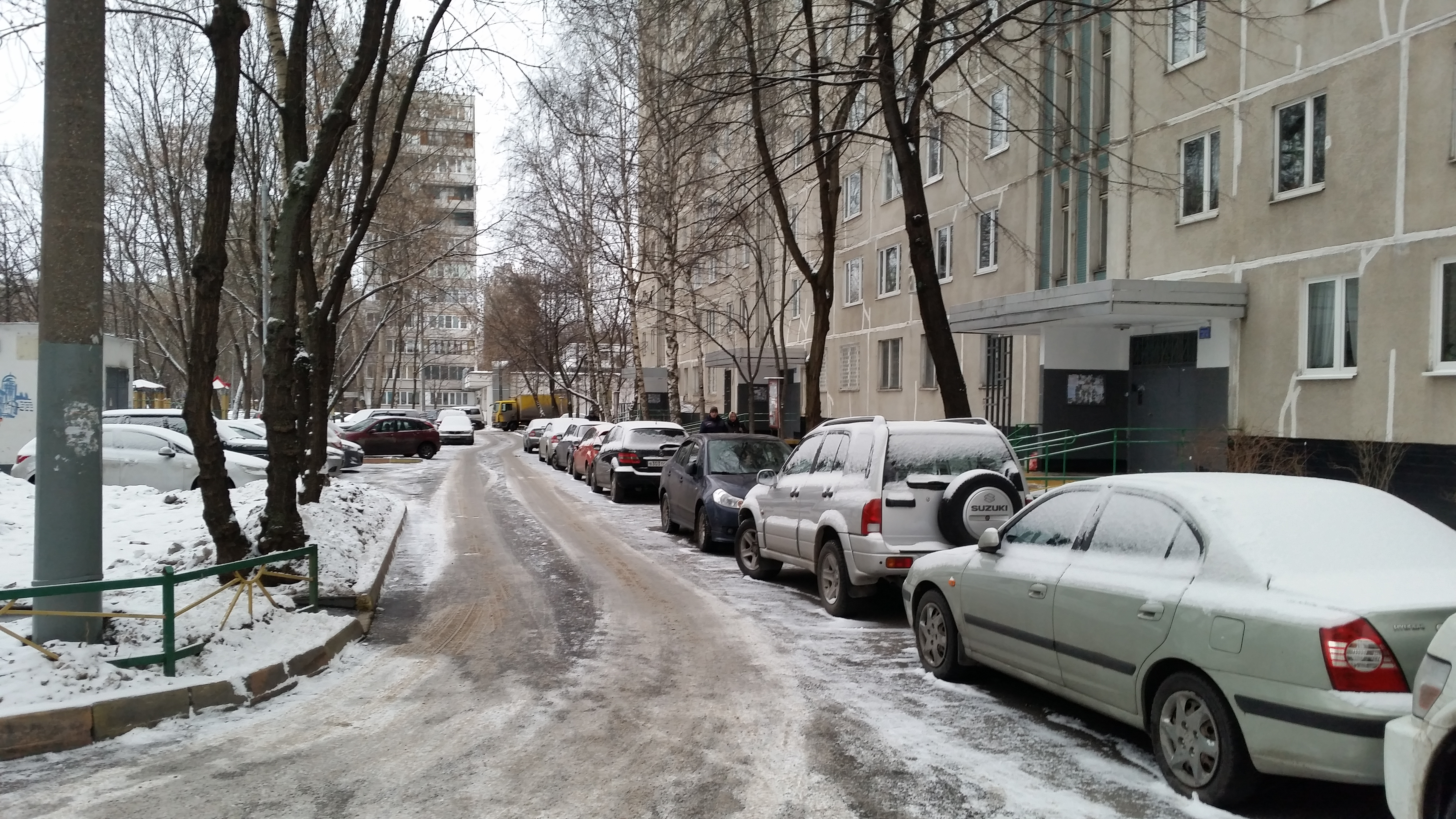

Дом бабушки в Ленинграде (эпизод, где Рома опускает письмо в почтовый ящик) — это знаменитый Толстовский дом (№ 17 по улице Рубинштейна). Однако финальная сцена, где Роман лежит на снегу, после того как сорвался с подоконника, снималась в Москве во дворе дома № 34 на Спиридоновке.
Школа № 780, в которой по сюжету учились герои фильма, расположена в Ясенево в 13-м микрорайоне, по адресу Литовский бульвар, дом 42, корпус 2.

## Музыка

### Музыка Алексея Рыбникова
Музыку к фильму написал советский композитор Алексей Рыбников, её исполнили Государственный симфонический оркестр Госкино СССР под руководством дирижёра Александра Петухова и вокально-инструментальная группа «33⅓».
Рыбников написал для фильма несколько инструментальных тем на основе песни «Последняя поэма». Некоторые композиции появлялись в различных альбомах с музыкой Рыбникова. В частности, следующие треки появились среди прочих на втором диске коллекционного издания 2005 года под названием «Музыка кино», выпущенном лейблом «Студия Алексея Рыбникова»:
- Новый дом (0:47)
- В парке (2:34)
- Роман и Катя (1:52)
- Танцы (2:15)
- Финал (2:43)

Кроме того, в квартире Татьяны Николаевны можно услышать фрагмент композиции «Alouette» Поля Мориа из телепередачи «В мире животных», а также композиции в исполнении Ирины Отиевой: «Импровизацию в стиле джаз-рок», под которую танцуют ребята в парке, и в дуэте с Верой Соколовой вокальную версию песни Тото Кутуньо «Soli», звучащую в сцене, где учащиеся школы посещают открывшийся 1 сентября универмаг.

### «Последняя поэма»
Звучащая в фильме песня «Последняя поэма» (на стихи Рабиндраната Тагора в переводе Аделины Адалис) была написана композитором Алексеем Рыбниковым ещё в 1970 году, во время работы над фильмом «Остров сокровищ», но стала известна только в 1981 году, когда вышел на экраны фильм «Вам и не снилось…» Песню исполнили Ирина Отиева и Вера Соколова.
Композитор рассказывал: «В 1970 году была написана мелодия, которую долгое время никуда не удавалось пристроить. И однажды, взяв с полки роман Рабиндраната Тагора „Последняя поэма“, завершавшийся стихами в переводе поэтессы Аделины Адалис, я был поражён, насколько точно и легко ранее неизвестные мне стихи легли на эту мелодию десятилетней давности…» Однако ещё в 1973 году «Мелодия» выпустила миньон (СМ-0004107-8), содержавший эту песню, исполненную «Трио Линник» на стихи Р. Тагора.
После выхода картины песня стала популярной, вышла в финал фестиваля «Песня-81», причём из двух вариантов исполнения — Ирины Отиевой и ВИА «Ялла» (придавшей песне восточный колорит) — с преимуществом лишь в несколько голосов из многих тысяч вышел ВИА «Ялла».
Известны также варианты исполнения этой песни сёстрами Лисициан, Русланой, Варварой, Валерией, Леной Перовой c рок-группой «МультFильмы», группами «Русский размер» и «Hi-Fi», Екатериной Белоконь.
В фильме 2018 года «Тренер» песню акапелльно исполняют болельщики клуба «Метеор».

## Выход в прокат

### Критика
Рецензент журнала «Искусство кино» Л. Кузнецова увидела в фильме, в первую очередь, драму ложной семейственности, семейной диктатуры, псевдоматеринства, а уже затем драму молодой любви. Педагог М. Ценципер посчитал, что тема фильма — не конфликт поколений, а желание старших защитить молодёжь от «ошибок молодости».

### Награды и премии
- 1981 — 14-й Всесоюзный кинофестиваль (Вильнюс) по разделу фильмов для детей и юношества: Второй приз жюри — фильму «Вам и не снилось…»[8].
- 1982 — Лучший фильм 1981 года по опросу журнала «Советский экран». Исполнительница главной роли Татьяна Аксюта заняла в этом же опросе второе место в категории «лучшая актриса года», уступив Наталье Гундаревой в фильме «Однажды двадцать лет спустя»[9].
- 1982 — Почётный диплом Международного кинофестиваля детских и юношеских фильмов в Томаре (Португалия) актрисе Татьяне Аксюте за лучшее исполнение женской роли.